# Конопля Юхим Дмитрович
Юхи́м Дми́трович Конóпля (26 серпня 1999, Донецьк) — український футболіст, правий захисник донецького «Шахтаря» та збірної України. Чемпіон світу молодіжного чемпіонату світу 2019 у складі  збірної України U-20.

## Клубна кар'єра
Вихованець клубної академії донецького «Шахтаря». У складі команди U-14 (2013) і U-15 (2014) двічі ставав чемпіоном України. Загалом у дитячо-юнацькій футбольній лізі України (ДЮФЛ) провів 70 матчів, забив 7 голів.
Сезон 2016—2017 року провів в основі «Шахтаря» U-19. З сезону 2017—2018 року виступає за «Шахтар» U-21.
У турнірах УЄФА дебютував 13 вересня 2017 року у домашньому матчі проти італійського «Наполі» (1:2) у рамках групового турніру юнацької ліги УЄФА.
Перед початком сезону 2019/20 перейшов в оренду до чернігівської «Десни», де почав отримувати регулярну ігрову практику на рівні УПЛ. Згодом орендну угоду гравця було подовжено ще на рік. У міжсезоння чернігівську команду покинув Денис Фаворов, тож сезону 2020/21 Конопля розпочав як стабільний основний гравець на правому фланзі оборони «Десни».

## Виступи за збірну
У 2019 році у складі збірної України U-20 став чемпіоном світу на чемпіонаті, що проходив у Польщі.
7 жовтня 2020 року дебютував у складі національної збірної України у товариській грі проти збірної Франції (1:7), ставши першим представником чернігівської «Десни» в історії збірної України.
16 червня 2023 року, вийшовши на заміну після першого тайму забив дебютний м'яч за Збірну у виїзному матчі відбору на Євро 2024  на 67-й хвилині проти збірної Північної Македонії, замкнувши простріл 
у штрафному майданчику македонців Михайла Мудрика та продовживши камбек Збірної України, що після першого тайму поступалась з рахунком 2:0, але у підсумку здоубла вольову перемогу (2:3).

## Статистика виступів

### Клубна статистика
Станом на 24 травня 2025 року
| Сезон              | Команда            | Чемпіонат          | Чемпіонат | Чемпіонат | Кубок країни | Кубок країни | Кубок країни | Континентальні кубки | Континентальні кубки | Континентальні кубки | Інші змагання | Інші змагання | Інші змагання | Усього | Усього |
| Сезон              | Команда            | Ліга               | Ігор      | Голів     | Ліга         | Ігор         | Голів        | Ліга                 | Ігор                 | Голів                | Ліга          | Ігор          | Голів         | Ігор   | Голів  |
| ------------------ | ------------------ | ------------------ | --------- | --------- | ------------ | ------------ | ------------ | -------------------- | -------------------- | -------------------- | ------------- | ------------- | ------------- | ------ | ------ |
| 2019–20            | «Десна»            | ПЛ                 | 22        | 0         | КУ           | 2            | 0            | —                    | —                    | —                    | —             | —             | —             | 24     | 0      |
| 2020–21            | «Десна»            | ПЛ                 | 22        | 1         | КУ           | 2            | 0            | ЛЄ                   | 1                    | 0                    | —             | —             | —             | 25     | 1      |
| Всього за «Десну»  | Всього за «Десну»  | Всього за «Десну»  | 44        | 1         | —            | 4            | 0            | —                    | 1                    | 0                    | —             | 0             | 0             | 49     | 1      |
| 2021–22            | «Шахтар»           | УПЛ                | 9         | 1         | КУ           | 1            | 0            | ЛЧ                   | 0                    | 0                    | СКУ           | 1             | 0             | 11     | 1      |
| 2022–23            | «Шахтар»           | УПЛ                | 18        | 2         | —            | —            | —            | ЛЧ+ЛЄ                | 5+3                  | 0                    | —             | —             | —             | 26     | 2      |
| 2023–24            | «Шахтар»           | УПЛ                | 20        | 1         | КУ           | 4            | 1            | ЛЧ+ЛЄ                | 3+2                  | 0                    | —             | —             | —             | 29     | 2      |
| 2024–25            | «Шахтар»           | ПЛ                 | 13        | 0         | КУ           | 0            | 0            | ЛЧ                   | 7                    | 0                    | —             | —             | —             | 20     | 0      |
| Всього за «Шахтар» | Всього за «Шахтар» | Всього за «Шахтар» | 60        | 4         | —            | 5            | 1            | —                    | 20                   | 0                    | —             | 1             | 0             | 86     | 5      |
| Всього за кар'єру  | Всього за кар'єру  | Всього за кар'єру  | 104       | 5         |              | 9            | 1            |                      | 21                   | 0                    |               | 1             | 0             | 135    | 6      |

### Матчі за збірну
Станом на 20 березня 2025 року
| Дата       | Місто      | Господарі            | Результат | Гості              | Турнір                                    | Голи | Примітки |
| ---------- | ---------- | -------------------- | --------- | ------------------ | ----------------------------------------- | ---- | -------- |
| 07-10-2020 | Париж      | Франція              | 7 – 1     | Україна            | товариський матч                          | -    |          |
| 11-11-2020 | Хожув      | Польща               | 2 – 0     | Україна            | товариський матч                          | -    | 63'      |
| 14-11-2020 | Лейпциг    | Німеччина            | 3 – 1     | Україна            | Ліга націй УЄФА 2020—2021 - груповий етап | -    |          |
| 16-06-2023 | Скоп'є     | Північна Македонія   | 2 – 3     | Україна            | Відбір до ЧЄ 2024                         | 1    | 46'      |
| 19-06-2023 | Трнава     | Україна              | 1 – 0     | Мальта             | Відбір до ЧЄ 2024                         | -    |          |
| 09-09-2023 | Вроцлав    | Україна              | 1 – 1     | Англія             | Відбір до ЧЄ 2024                         | -    |          |
| 12-09-2023 | Мілан      | Італія               | 2 – 1     | Україна            | Відбір до ЧЄ 2024                         | -    | 62'      |
| 14-10-2023 | Прага      | Україна              | 2 – 0     | Північна Македонія | Відбір до ЧЄ 2024                         | -    |          |
| 17-10-2023 | Та-Калі    | Мальта               | 1 – 3     | Україна            | Відбір до ЧЄ 2024                         | -    | 67'      |
| 20-11-2023 | Леверкузен | Україна              | 0 – 0     | Італія             | Відбір до ЧЄ 2024                         | -    | 79' 86'  |
| 21-03-2024 | Зениця     | Боснія і Герцеговина | 1 – 2     | Україна            | Відбір до ЧЄ 2024                         | -    | 58'      |
| 26-03-2024 | Вроцлав    | Україна              | 2 – 1     | Ісландія           | Відбір до ЧЄ 2024                         | -    |          |
| 03-06-2024 | Нюрнберг   | Німеччина            | 0 – 0     | Україна            | товариський матч                          | -    | 80'      |
| 11-06-2024 | Кишинів    | Молдова              | 0 – 4     | Україна            | товариський матч                          | -    |          |
| 17-06-2024 | Мюнхен     | Румунія              | 3 – 0     | Україна            | ЧЄ 2024 - груповий етап                   | -    | 67' 72'  |
| 07-09-2024 | Прага      | Україна              | 1 – 2     | Албанія            | Ліга націй УЄФА 2024—2025 - груповий етап | 1    |          |
| 11-10-2024 | Познань    | Україна              | 1 – 0     | Грузія             | Ліга націй УЄФА 2024—2025 - груповий етап | -    | 76'      |
| 14-10-2024 | Вроцлав    | Україна              | 1 – 1     | Чехія              | Ліга націй УЄФА 2024—2025 - груповий етап | -    | 80'      |
| 16-11-2024 | Батумі     | Грузія               | 1 – 1     | Україна            | Ліга націй УЄФА 2024—2025 - груповий етап | -    |          |
| 19-11-2024 | Тирана     | Албанія              | 1 – 2     | Україна            | Ліга націй УЄФА 2024—2025 - груповий етап | -    | 76'      |
| 20-03-2025 | Марбелья   | Україна              | 3 – 1     | Бельгія            | Ліга націй УЄФА 2024—2025 - плей-оф       | -    | 25'      |
| Усього     |            | Матчів               | 21        |                    | Голів                                     | 2    |          |

## Титули та досягнення
«Шахтар»
- Чемпіон України (2): 2022-23, 2023-24
- Володар Кубка України (2): 2023-24, 2024-25
- Володар Суперкубка України (1): 2021

«Збірна України U-20»
- Чемпіон світу серед молоді: 2019

## Державні нагороди
- Орден «За заслуги» III ст. (2019)[2]